# Stazione di Borgo (Italia)
Stazione di Borgo (Italia) vasútállomás Olaszországban,  településen.

## Vasútvonalak
Az állomást az alábbi vasútvonalak érintik:
- Cancello–Benevento railway

## Kapcsolódó állomások
A vasútállomáshoz az alábbi állomások vannak a legközelebb:
- Laura railway station
- Stazione di Montoro Superiore